# Luke Patience
Luke Patience est un skipper britannique né le 4 août 1986 à Aberdeen.

## Carrière
Luke Patience obtient une médaille d'argent olympique de voile en classe 470 aux Jeux olympiques d'été de 2012 à Londres.